# Halowe Mistrzostwa Świata w Lekkoatletyce 2003
9. Halowe Mistrzostwa Świata w Lekkoatletyce – zawody lekkoatletyczne, które odbyły się między 14 i 16 marca 2003 w National Indoor Arena w Birmingham.

## Rezultaty

### Mężczyźni
| Konkurencja                           | 1. miejsce                                                                                     | Wynik     | 2. miejsce                                                                                                | Wynik     | 3. miejsce | Wynik     |
| ------------------------------------- | ---------------------------------------------------------------------------------------------- | --------- | --- | --------- | --- | --------- |
| Bieg na 60 m (szczegóły)              | Justin Gatlin                                                                                  | 6,46      | Kim Collins                                                                                               | 6,53      | Jason Gardener | 6,55      |
| Bieg na 200 m (szczegóły)             | Marlon Devonish                                                                                | 20,62     | Joseph Batangdon                                                                                          | 20,76     | Dominic Demeritte | 20,92     |
| Bieg na 400 m (szczegóły)             | Tyree Washington                                                                               | 45,34     | Daniel Caines                                                                                             | 45,43     | Jamie Baulch Paul McKee | 45,99     |
| Bieg na 800 m (szczegóły)             | David Krummenacker                                                                             | 1:45,69   | Wilson Kipketer                                                                                           | 1:45,87   | Wilfred Bungei | 1:46,54   |
| Bieg na 1500 m (szczegóły)            | Driss Maazouzi                                                                                 | 3:42,59   | Bernard Lagat                                                                                             | 3:42,62   | Abdelkader Hachlaf | 3:42,71   |
| Bieg na 3000 m (szczegóły)            | Haile Gebrselassie                                                                             | 7:40,97   | Alberto García Fernández                                                                                  | 7:42,08   | Luke Kipkosgei | 7:42,56   |
| Bieg na 60 m przez płotki (szczegóły) | Allen Johnson                                                                                  | 7,47      | Anier García                                                                                              | 7,49      | Liu Xiang | 7,52      |
| Sztafeta 4 × 400 m (szczegóły)        | Jamajka Leroy Colquhoun · Danny McFarlane · Michael Blackwood · Davian Clarke · Kemel Thompson | 3:04,21   | Wielka Brytania Jamie Baulch · Timothy Benjamin · Cori Henry · Daniel Caines · Mark Hylton · Jared Deacon | 3:06,12   | Polska Rafał Wieruszewski · Grzegorz Zajączkowski · Marcin Marciniszyn · Marek Plawgo · Artur Gąsiewski · Piotr Rysiukiewicz | 3:06,61   |
| Skok wzwyż (szczegóły)                | Stefan Holm                                                                                    | 2,35      | Jarosław Rybakow                                                                                          | 2,33      | Hienadzij Maroz | 2,30      |
| Skok o tyczce (szczegóły)             | Tim Lobinger                                                                                   | 5,80      | Michael Stolle                                                                                            | 5,75      | Rens Blom | 5,75      |
| Skok w dal (szczegóły)                | Dwight Phillips                                                                                | 8,29      | Yago Lamela                                                                                               | 8,28      | Miguel Pate | 8,21      |
| Trójskok (szczegóły)                  | Christian Olsson                                                                               | 17,70     | Walter Davis                                                                                              | 17,35     | Yoelbi Quesada | 17,27     |
| Pchnięcie kulą (szczegóły)            | Manuel Martínez                                                                                | 21,24     | John Godina                                                                                               | 21,23     | Jurij Biłonoh | 21,13     |
| Siedmiobój (szczegóły)                | Tom Pappas                                                                                     | 6361 pkt. | Lew Łobodin                                                                                               | 6297 pkt. | Roman Šebrle | 6196 pkt. |

Członkom amerykańskiej sztafety 4 × 400 m anulowano wyniki, jak również został odebrany srebrny medal po tym, jak za stosowanie dopingu został zdyskwalifikowany Jerome Young (do przesunięć w tej klasyfikacji doszło w 2009 roku).

### Kobiety
| Konkurencja                           | 1. miejsce                                                                    | Wynik     | 2. miejsce                                                                | Wynik     | 3. miejsce                                                                     | Wynik     |
| ------------------------------------- | ----------------------------------------------------------------------------- | --------- | ------------------------------------------------------------------------- | --------- | ------------------------------------------------------------------------------ | --------- |
| Bieg na 60 m (szczegóły)              | Angela Williams                                                               | 7,16      | Torri Edwards                                                             | 7,17      | Merlene Ottey                                                                  | 7,20      |
| Bieg na 200 m (szczegóły)             | Muriel Hurtis                                                                 | 22,54     | Anastasija Kapaczinska                                                    | 22,80     | Juliet Campbell                                                                | 22,81     |
| Bieg na 400 m (szczegóły)             | Natalja Nazarowa                                                              | 50,83     | Christine Amertil                                                         | 51,11     | Grit Breuer                                                                    | 51,13     |
| Bieg na 800 m (szczegóły)             | Maria Mutola                                                                  | 1:58,94   | Stephanie Graf                                                            | 1:59,39   | Mayte Martínez                                                                 | 1:59,53   |
| Bieg na 1500 m (szczegóły)            | Regina Jacobs                                                                 | 4:01,67   | Kelly Holmes                                                              | 4:02,66   | Jekatierina Rozenberg                                                          | 4:02,80   |
| Bieg na 3000 m (szczegóły)            | Berhane Adere                                                                 | 8:40,25   | Marta Domínguez                                                           | 8:42,17   | Meseret Defar                                                                  | 8:42,58   |
| Bieg na 60 m przez płotki (szczegóły) | Gail Devers                                                                   | 7,81      | Glory Alozie                                                              | 7,90      | Melissa Morrison                                                               | 7,92      |
| Sztafeta 4 × 400 m (szczegóły)        | Rosja Natalja Antiuch · Julija Pieczonkina · Olesia Zykina · Natalja Nazarowa | 3:28,45   | Jamajka Ronetta Smith · Catherine Scott · Sheryl Morgan · Sandie Richards | 3:31,23   | Stany Zjednoczone Monique Hennagan · Meghan Addy · Brenda Taylor · Mary Danner | 3:31,69   |
| Skok wzwyż (szczegóły)                | Kajsa Bergqvist                                                               | 2,01      | Jelena Jelesina                                                           | 1,99      | Anna Cziczerowa                                                                | 1,99      |
| Skok o tyczce (szczegóły)             | Swietłana Fieofanowa                                                          | 4,80      | Jelena Isinbajewa                                                         | 4,60      | Monika Pyrek                                                                   | 4,45      |
| Skok w dal (szczegóły)                | Tatjana Kotowa                                                                | 6,84      | Inesa Kraweć                                                              | 6,72      | Maurren Maggi                                                                  | 6,70      |
| Trójskok (szczegóły)                  | Ashia Hansen                                                                  | 15,01     | Françoise Mbango Etone                                                    | 14,88     | Kéné Ndoye                                                                     | 14,72     |
| Pchnięcie kulą (szczegóły)            | Irina Korżanienko                                                             | 20,55     | Nadzieja Astapczuk                                                        | 20,31     | Astrid Kumbernuss                                                              | 19,86     |
| Pięciobój (szczegóły)                 | Carolina Klüft                                                                | 4933 pkt. | Natalla Sazanowicz                                                        | 4715 pkt. | Marie Collonvillé                                                              | 4644 pkt. |

Za stosowanie dopingu zostały zdyskwalifikowane sprinterki Żanna Pintusewycz-Block (odebrano jej złoty medal w biegu na 60 m) oraz Michelle Collins (pozbawiono ją złotego medalu wywalczonego w biegu na 200 m).

## Klasyfikacja medalowa
Kolorem niebieskim oznaczono kraj organizujący mistrzostwa.
| Miejsce | Państwo             | Złoto | Srebro | Brąz | Razem |
| ------- | ------------------- | ----- | ------ | ---- | ----- |
| 1.      | Stany Zjednoczone   | 9     | 3      | 3    | 15    |
| 2.      | Rosja               | 5     | 5      | 2    | 12    |
| 3.      | Szwecja             | 4     | 0      | 0    | 4     |
| 4.      | Wielka Brytania     | 2     | 3      | 2    | 7     |
| 5.      | Etiopia             | 2     | 0      | 1    | 3     |
| 5.      | Francja             | 2     | 0      | 1    | 3     |
| 7.      | Hiszpania           | 1     | 4      | 1    | 6     |
| 8.      | Niemcy              | 1     | 1      | 2    | 4     |
| 9.      | Jamajka             | 1     | 1      | 1    | 3     |
| 10.     | Mozambik            | 1     | 0      | 0    | 1     |
| 11.     | Białoruś            | 0     | 2      | 1    | 3     |
| 12.     | Kamerun             | 0     | 2      | 0    | 2     |
| 13.     | Kenia               | 0     | 1      | 2    | 3     |
| 14.     | Bahamy              | 0     | 1      | 1    | 2     |
| 14.     | Kuba                | 0     | 1      | 1    | 2     |
| 14.     | Ukraina             | 0     | 1      | 1    | 2     |
| 17.     | Austria             | 0     | 1      | 0    | 1     |
| 17.     | Dania               | 0     | 1      | 0    | 1     |
| 17.     | Saint Kitts i Nevis | 0     | 1      | 0    | 1     |
| 20.     | Polska              | 0     | 0      | 2    | 2     |
| 21.     | Brazylia            | 0     | 0      | 1    | 1     |
| 21.     | Chiny               | 0     | 0      | 1    | 1     |
| 21.     | Czechy              | 0     | 0      | 1    | 1     |
| 21.     | Holandia            | 0     | 0      | 1    | 1     |
| 21.     | Irlandia            | 0     | 0      | 1    | 1     |
| 21.     | Maroko              | 0     | 0      | 1    | 1     |
| 21.     | Senegal             | 0     | 0      | 1    | 1     |
| 21.     | Słowenia            | 0     | 0      | 1    | 1     |
| Razem   | Razem               | 28    | 28     | 29   | 85    |